# Centaurea helenioides
Centaurea helenioides — вид рослин роду волошка (Centaurea), з родини айстрових (Asteraceae).

## Опис рослини
Це багаторічна рослина. Стебло до 100 см, просте або з невеликою кількістю гілок у верхній частині, ± волосате, щільно листяне, роздуте нижче квіткових голів. Листки зверху вкриті дрібним запушенням, сіро-запушені знизу, широко-ланцетні, сидячі; верхні — огортають квіткові голови. Кластер філаріїв (приквіток) ≈ 20–30 мм ушир, півсферичний; придатки від темно-коричневого до майже чорного кольору, вузько-трикутні. Квітки жовті. Сім'янки 6–6.5 мм; папус 7–8 мм. Період цвітіння: липень — серпень.

## Середовище проживання
Ендемік пн.-сх. Туреччини. Населяє субальпійські луки, високу трав'янисту рослинність, на висотах 1400–2450 метрів.